# تعطیلات بهاری (فیلم ۲۰۱۲)
تعطیلات بهاری (به انگلیسی: Spring Breakers) یک فیلم کمدی جنایی آمریکایی به کارگردانی و نویسندگی هارمونی کورین است که در ۲۲ مارس ۲۰۱۳ میلادی منتشر شد. جیمز فرانکو، سلنا گومز، ونسا هاجنز، اشلی بنسون و ریچل کورین بازیگران اصلی فیلم هستند. گومز، هانجز، بنسون و کورین چهار دختر دانشگاهی را به تصویر می‌کشند که برای تعطیلات بهاری به سن پترزبورگ، فلوریدا می‌روند. آنها در آنجا با یک فروشنده محلی مواد مخدر آشنا می‌شوند که در زمان نیاز به آنها کمک می‌کند و در نهایت آن‌ها را وارد دنیای مواد مخدر، جنایت و خشونت می‌کند.
کورین مفهوم کلی داستان را چندین سال قبل از تولید فیلم، با ایده‌های سطحی دربارهٔ طرح و وقایع نوشته‌بود. خواستهٔ اولیه او خلق یک فیلم «حسی» بود که بیشتر دربارهٔ احساسات بود تا کنش و به روایت و طرح داستان توجه کمتری داشت؛ این ایده او بعدها مطرح شد. هنگامی که کورین برای تعطیلات بهاری به فلوریدا سفر کرده‌بود، نوشتن فیلمنامه را آغاز کرد. در سال ۲۰۱۲ تولید فیلم با بودجه تخمینی ۵ میلیون دلار آغاز شد و به دومین فیلم پرهزینه کورین تا به امروز تبدیل شد. همچنین فیلم یکی از اولین آثار کورین است که اکران گسترده‌ای دریافت کرد.
تعطیلات بهاری در ۲۲ مارس ۲۰۱۳ توسط ای۲۴ در سینماهای ایالات متحده به نمایش درآمد و در سراسر جهان بیش از ۳۱ میلیون دلار فروش داشت که با توجه به بودجه اندک، فیلم را به موفقیتی چشمگیر تبدیل کرد. فیلم به‌طور کلی نظرات مثبتی از سوی منتقدان دریافت کرد و توسط برخی منتقدین به عنوان یک کالت کلاسیک قلمداد شد. تعطیلات بهاری برای رقابت شیر طلایی در شصت و نهمین جشنواره فیلم ونیز انتخاب شد. منتقدان و محققان به معنای عمیق داستان اشاره کرده‌اند و درمورد بازتاب سطحی‌گرایی امروزی و وسواس خود ویرانگر نسل جوان نسبت به رسانه‌های فرهنگ عامه یکبار مصرف و زودگذر حسی اظهار نظر کرده‌اند. این فیلم در لیست صد فیلم برتر قرن بیست و یکم بی‌بی‌سی قرار دارد.

## داستان
کندی، بریت و کوتی سه دانشجو هستند که بیشتر اوقات را به مهمانی می‌گذرانند در حالیکه دوست آنها فیت، در یک گروه جوانان مذهبی شرکت می‌کند. آنها برای رفتن به تعطیلات بهاری نیازمند پول هستند. کندی و بریت پس از مصرف کوکائین از یک رستوران محلی سرقت می‌کنند، کوتی نیز ماشین یکی از استادها را می‌دزدد و به آن‌ها کمک می‌کند. کندی، بریت و کوتی جزئیات سرقت را برای فیت بازگو می‌کنند و او در مورد آن سکوت می‌کند.
در سن پترزبورگ، فلوریدا، دختران در مهمانی‌های ساحلی شرکت می‌کنند. در یکی از مهمانی‌ها، هر چهار نفر به علت استفاده از مواد مخدر دستگیر می‌شوند. آلین که یک رپر، قاچاقچی مواد مخدر و دلال اسلحه است وثیقه می‌گذارد و دخترها از زندان آزاد می‌شوند. کندی، بریت و کوتی جذب پول و شخصیت «بدبوی» آلین می‌شوند، درحالیکه فیت ناراحت است. آلین دخترها را به یک کلاب محلی که اعضای باندش در آن رفت‌وآمد می‌کنند، می‌برد. آلین تلاش می‌کند تا فیت را اغوا کند و با مهربانی و تهدید از او می‌خواهد همراه او بماند. اما فیت او را ترک می‌کند و از دوستانش نیز می‌خواهد با او برگردند. آنها امتناع می‌کنند و فیت به تنهایی به خانه برمی‌گردد. آلین تلاش می‌کند تا همراه کندی، بریت و کوتی از آرچی که رقیب اوست، انتقام بگیرد.

## بازیگران
- جیمز فرانکو در نقش آلین، رپر، قاچاقچی مواد مخدر و دلال اسلحه که به دخترها کمک می‌کند،دیوانه وار عاشق فیت میشود.
- سلنا گومز در نقش فِیت، دختری که سعی می‌کند زندگی خود را وقف مسیحیت کند اما با کندی، بریت و کوتی نیز دوست است.
- ونسا هاجنز در نقش کَندی، دختری بی‌توجه در دانشگاه و بهترین دوست بریت.
- اشلی بنسون در نقش بریت، یک دختر دانشگاهی سرکش و خطرناک که بهترین دوست کندی است.
- ریچل کورین در نقش کوتی، یک دختر بی‌بندوبار که عاشق مهمانی است اما مراقب کندی و بریت نیز است.
- گوچی مان در نقش آرچی «بیگ آرچ»، دوست دوران کودکی آلین که اکنون به رقیب او تبدیل شده‌است.

## تولید

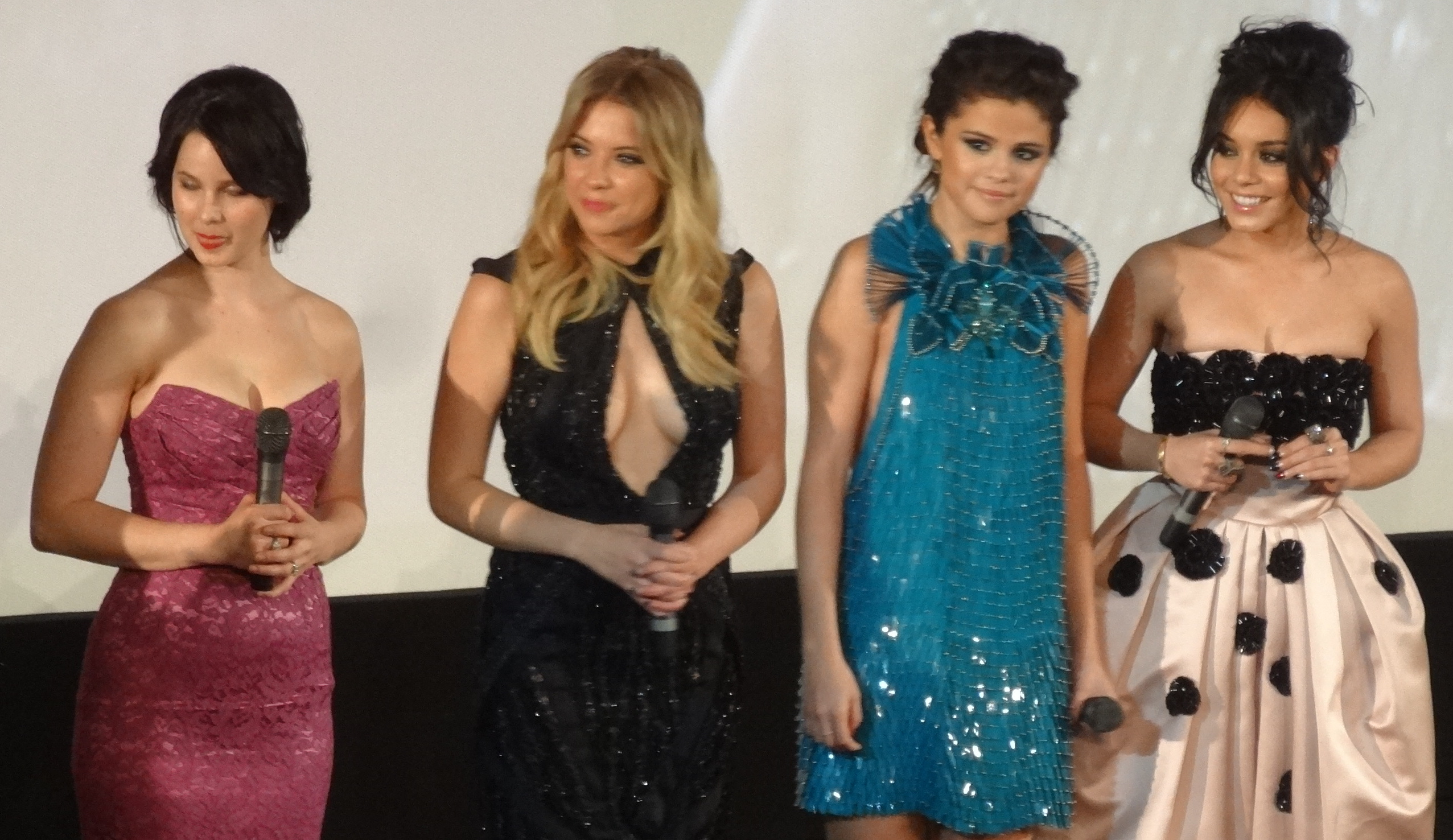
ریچل کورین، اشلی بنسون، سلنا گومز و ونسا هاجنز در اولین نمایش فیلم در پاریس، فوریه ۲۰۱۳

هارمونی کورین از فیلم به عنوان «نوآر ساحلی» یاد کرده‌است. اما رابرتس، سلنا گومز و ونسا هاجنز به عنوان بازیگران اصلی فیلم انتخاب شدند. کورین عمداً گروهی از بازیگران زن جوان مشهور را با شهرت مشابه رابرتس در هالیوود انتخاب کرده‌بود. پس از انصراف رابرتس از پروژه به دلیل ناراحتی‌اش از تمایلات جنسی صریح در فیلم، اشلی بنسون جایگزین او شد.
فیلم در مارس و آوریل ۲۰۱۲، در سن پترزبورگ، فلوریدا و اطراف آن فیلمبرداری شد. صحنه‌های خارجی و برخی از صحنه‌های داخلی کالجی که گومز و بنسون در آن حضور دارند در کالج جدید فلوریدا فیلمبرداری شده‌است. درحالی‌که صحنه‌های خوابگاه و کلاس در کالج هنر و طراحی رینگلینگ فیلمبرداری شد.

### موسیقی
موسیقی فیلم تعطیلات بهاری توسط کلیف مارتینز و اسکریلکس ساخته شده‌است. این آلبوم در ۱۹ مارس ۲۰۱۳ توسط بیگ بیت رکوردز و گروه موسیقی وارنر منتشر شد.

## انتشار
تعطیلات بهاری در ۴ سپتامبر ۲۰۱۲، در شصت و نهمین جشنواره فیلم ونیز به نمایش درآمد. در ۱۵ مارس ۲۰۱۳، فیلم در نیویورک و لس آنجلس منتشر شد و در ۲۲ مارس ۲۰۱۳، در سراسر ایالات متحده اکران شد. در ۵ آوریل ۲۰۱۳، فیلم به صورت محدود در پادشاهی متحده به نمایش درآمد. در ۶ مارس ۲۰۱۳، تعطیلات بهاری در فرانسه به روی پرده رفت و قرار شد در اوایل مارس در استرالیا نیز به نمایش درآید اما تاریخ اکران آن تا ۴ مه به تعویق افتاد.
تعطیلات بهاری در ۲۵ ژوئن ۲۰۱۳ به صورت دیجیتالی توزیع شد و در ۱۹ ژوئیه ۲۰۱۳ بر روی دی‌وی‌دی و بلوری منتشر شد.

## تمجیدها
تعطیلات بهاری در فهرست‌های «بهترین» گذشته‌نگر مختلفی ظاهر شده‌است. در سال ۲۰۱۶، مجله فیلم بریتانیایی لیتل وایت لایز فیلم را در ردهٔ ۴۰ لیست ۵۰ فیلم برتر دههٔ  قرار داد. در آگوست همان سال، در نظرسنجی ۱۰۰ فیلم برتر قرن بیست و یکم مجله بی‌بی‌سی در رتبه ۷۴ قرار گرفت. در فرانسه مجله کایه دو سینما فیلم را در کاور مارس ۲۰۱۳ مجله قرار داد و در دسامبر در جایگاه دوم ده رتبهٔ برتر قرار داد.
تعطیلات بهاری در لیست ده فیلم برتر ۲۰۱۳ بسیاری از منتقدان و نشریات قرار گرفت.
- بهترین فیلم‌های ۲۰۱۳ (بدون رده‌بندی) – مارک اولسون، لس آنجلس تایمز
- دوم – نایجل ام. اسمیت، گیب تورو و کیتی والش، ایندی‌وایر
- دوم – کایه دو سینما
- چهارم – بن کینگسبرگ، ای. وی. کلاب
- ششم – دیوید ارلیش، فیلم دات‌کام
- ششم – گرگوری ال‌وود، هیت‌فیکس
- هفتم – درو مک‌وینی، هیت‌فیکس
- هشتم – تای بور، بوستون گلوب
- هشتم – کریستوفر تایلی، هیت‌فیکس
- هشتم – مارلو استرن، دیلی بیست
- دهم – جاشوآ روتکف، تایم اوت نیویورک
- دهم – ای.او. اسکات، نیویورک تایمز
- بهترین فیلم‌های ۲۰۱۳ (مرتب شده بر اساس حروف الفبا، بدون رده‌بندی) – منولا دارگیس، نیویورک تایمز

### جوایز و نامزدی‌ها
| جایزهٔ                                     | دسته‌بندی                   | دریافت‌کننده                                    | نتیجه    |
| ----------------------------------------- | -------------------------- | ---------------------------------------------- | -------- |
| شصت و نهمین جشنواره فیلم ونیز             | ذکر ویژه                   | هارمونی کورین                                  | پیروز    |
| شصت و نهمین جشنواره فیلم ونیز             | شیر طلایی                  | هارمونی کورین                                  | نامزدشده |
| اتحادیه زنان روزنامه‌نگار سینمایی          | بازیگران زن امیدوارکننده   | سلنا گومز، ونسا هاجنز، اشلی بنسون و ریچل کورین | نامزدشده |
| انجمن منتقدان فیلم بلژیک                  | جایزه بزرگ                 | تعطیلات بهاری                                  | نامزدشده |
| انجمن منتقدان آنلاین فیلم بوستون          | ده فیلم برتر سال ۲۰۱۳      | تعطیلات بهاری                                  | پیروز    |
| انجمن منتقدان فیلم مرکزی اوهایو           | بهترین بازیگر نقش مکمل مرد | جیمز فرانکو                                    | پیروز    |
| انجمن منتقدان فیلم مرکزی اوهایو           | بهترین فیلم‌برداری          | بنوا دبی                                       | نامزدشده |
| انجمن منتقدان فیلم شیکاگو                 | بهترین موسیقی متن          | کلیف مارتینز و اسکریلکس                        | نامزدشده |
| انجمن منتقدان فیلم شیکاگو                 | بهترین بازیگر نقش مکمل مرد | جیمز فرانکو                                    | نامزدشده |
| حلقه منتقدان فیلم دوبلین                  | بهترین فیلمبرداری          | بنوا دبی                                       | نامزدشده |
| ایندیپندنت اسپیریت                        | بهترین فیلمبرداری          | بنوا دبی                                       | نامزدشده |
| انجمن منتقدان فیلم هندی                   | بهترین فیلم                | تعطیلات بهاری                                  | نامزدشده |
| حلقه منتقدان فیلم نیویورک                 | بهترین بازیگر نقش مکمل مرد | جیمز فرانکو                                    | نامزدشده |
| انجمن منتقدان فیلم لس آنجلس               | بهترین بازیگر نقش مکمل مرد | جیمز فرانکو                                    | پیروز    |
| انجمن منتقدان فیلم منطقه واشینگتن، دی.سی. | بهترین بازیگر نقش مکمل مرد | جیمز فرانکو                                    | نامزدشده |
| جامعه منتقدان فیلم دیترویت                | بهترین بازیگر نقش مکمل مرد | جیمز فرانکو                                    | نامزدشده |
| حلقه منتقدان فیلم سان‌فرانسیسکو            | بهترین بازیگر نقش مکمل مرد | جیمز فرانکو                                    | پیروز    |
| انجمن منتقدان فیلم تورنتو                 | بهترین بازیگر نقش مکمل مرد | جیمز فرانکو                                    | نامزدشده |
| انجمن ملی منتقدان فیلم                    | بهترین بازیگر نقش مکمل مرد | جیمز فرانکو                                    | پیروز    |
| جایزه سینمایی و تلویزیونی ام‌تی‌وی          | بهترین بوسه                | جیمز فرانکو، اشلی بنسون و ونسا هاجنز           | نامزدشده |